# Harrison Ingram
Pour les articles homonymes, voir Harrison et Ingram.
Harrison Claiborne Ingram, né le  27 novembre 2002 à Dallas au Texas, est un joueur américain de basket-ball évoluant aux postes d'ailier et d'ailier fort. Il mesure 1,96 m.

## Biographie

### Carrière universitaire
Entre 2021 et 2023, il joue pour les Cardinal de Stanford à l'université Stanford.
Entre 2023 et 2024, il joue pour les Tar Heels de la Caroline du Nord à l'université de Caroline du Nord à Chapel Hill.
Le 20 avril 2024, il annonce qu'il se présente à la draft 2024 de la NBA.

### Carrière professionnelle

#### Spurs de San Antonio (depuis 2024)
Le 27 juin 2024, il est sélectionné à la 48e position de la draft 2024 de la NBA par les Spurs de San Antonio.

## Palmarès et distinctions personnelles

### Universitaires
- Third-team All-ACC (2024)
- Pac-12 Freshman of the Year (2022)
- Pac-12 All-Freshman Team (2022)
- McDonald's All-American (2021)

## Statistiques

### Universitaires
| Saison    | Équipe           | Matchs | Titul. | Min./m | % Tir | % 3pts | % LF | Rbds/m. | Pass/m. | Int/m. | Ctr/m. | Pts/m. |
| --------- | ---------------- | ------ | ------ | ------ | ----- | ------ | ---- | ------- | ------- | ------ | ------ | ------ |
| 2021-2022 | Stanford         | 32     | 30     | 31,0   | 38,8  | 31,3   | 66,3 | 6,69    | 3,03    | 0,94   | 0,25   | 10,53  |
| 2022-2023 | Stanford         | 33     | 32     | 27,8   | 40,8  | 31,9   | 59,8 | 5,79    | 3,67    | 0,76   | 0,45   | 10,45  |
| 2023-2024 | Caroline du Nord | 37     | 36     | 32,7   | 43,0  | 38,5   | 61,2 | 8,84    | 2,16    | 1,38   | 0,41   | 12,19  |
| Carrière  | Carrière         | 102    | 98     | 30,6   | 41,0  | 34,5   | 62,4 | 7,18    | 2,92    | 1,04   | 0,37   | 11,11  |